# Diacarnus globosus
Diacarnus globosus är en svampdjursart som först beskrevs av Vacelet, Vasseur och Claude Lévi 1976.  Diacarnus globosus ingår i släktet Diacarnus och familjen Podospongiidae. Inga underarter finns listade i Catalogue of Life.